# John Napier

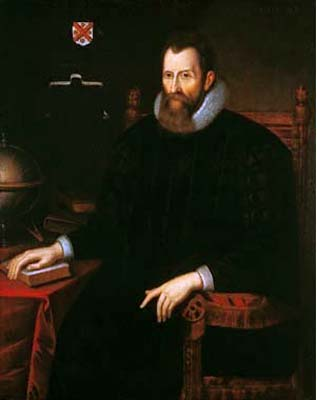
John Napier

John Napier, ook bekend onder de naam John Neper (Edinburgh, 1550 - aldaar, 4 april 1617), was een Schotse wiskundige die vooral naam heeft gemaakt met zijn uitvinding van de logaritmen.  

## Levensloop
Hij was de zoon van Archibald Napier, een bekend waarnemend rechter en eigenaar van het Schotse landgoed Merchiston. John studeerde enige tijd aan de St Andrews universiteit maar verbleef ook geruime tijd in andere landen van Europa. Hij was een overtuigd protestant en vooral gepassioneerd door de theologie.  
In 1593 publiceerde hij een religieus werk met de titel Plaine Discovery of the Whole Revelation of St. John dat in het Nederlands, Frans en Duits werd vertaald, en waarin hij het Laatste Oordeel voorspelde voor het jaar 1688 of anders het jaar 1700. De wiskunde beoefende hij voornamelijk als een liefhebberij. 

## Wiskundig werk
Alhoewel John Napier het meest bekend is van zijn logaritmen, heeft hij nog andere belangrijke bijdragen geleverd aan de wiskunde. 
In de boldriehoeksmeting ontdekte hij de formules die bekendstaan als de analogieën van Napier en die eigenlijk de voorlopers zijn van de bekende formules van Delambre (1807). Voor het oplossen van rechthoekige boldriehoeken bedacht hij een vernuftig middel (de zogenaamde 'regel der circulaire delen') om de tien formules van het type {\displaystyle \cos a=\cos b\cos c} te onthouden.

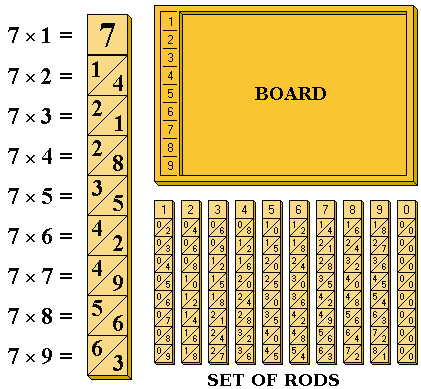
Beenderen van Napier

In zijn Rabdologiae beschreef hij een mechanische inrichting bestaande uit rekenstaven, die naast elkaar konden worden verschoven om vermenigvuldigingen uit te voeren. Deze staven, die men als een vroege voorloper van de rekenlat kan beschouwen, waren gemaakt van ivoor en werden daarom ook de 'Beenderen van Napier' genoemd. Hij bedacht ook twee andere rekenstaven, de 'virgulae' genaamd, waarmee men bij benadering vierkantswortels en derdegraadswortels kon berekenen.
Napier is echter vooral beroemd geworden door zijn logaritmen. In die tijd werden door andere wiskundigen en astronomen, zoals Kepler, reeds zeer zware berekeningen uitgevoerd, die soms jaren in beslag namen en waarbij grote getallen moesten worden vermenigvuldigd of gedeeld. Er was dus behoefte aan een methode om de berekeningen te vereenvoudigen. Aan die behoefte werd voldaan door de introductie van de logaritmen.
Men zou kunnen zeggen dat de vinding van de logaritmen een natuurlijk gevolg zijn van het gebruik van exponenten in de algebraïsche notatie. De eerste publieke aankondiging van zijn vinding publiceerde Napier in 1614 in zijn beroemd werk Mirifici Logarithmorum Canonis Descriptio waarvan een Engelse vertaling een jaar later verscheen. Hij stuurde echter reeds in 1594 een beknopte versie van zijn resultaten aan Tycho Brahe. In zijn werk beschreef hij de ware natuur van de logaritmen door een vergelijking te maken tussen overeenkomstige termen van een rekenkundige en een meetkundige reeks. 
De logaritmen van Napier waren echter gebaseerd op een kinematisch model, waarbij de afstand afgelegd door een punt dat zich met een eenparige snelheid rechtlijnig beweegt werd vergeleken met de afstand afgelegd door een punt dat zich met eenzelfde beginsnelheid maar met een exponentieel afnemende snelheid beweegt. Dit bleek achteraf een vrij ongelukkige keuze te zijn. 
Zijn definitie van de logaritme van x (y=Nap log x) komt overeen met wat we nu als {\displaystyle 10^{7}\ln(10^{7}/x)} met {\displaystyle \ln =\log _{e}} zouden schrijven, waarbij {\displaystyle 10^{7}} een arbitraire constante is waarvan de keuze verband hield met de nauwkeurigheid van de toenmalige tafels van de sinus en de tangens. Napier werkte nog niet met het begrip basis. Nochtans werden zijn tafels berekend door repeterende vermenigvuldigingen, equivalent met de machten van {\displaystyle (1-1/10^{7})=0,9999999}. Met die keuze bleef ook het verschil tussen de opeenvolgende termen van de meetkundige reeks beperkt wat een nauwkeuriger interpolatie toeliet. 
In zijn systeem is de som van twee logaritmen {\displaystyle y=y1+y2} niet gelijk aan de logaritme van het product maar gelijk aan {\displaystyle 10^{7}x=x1.x2}. Ook was Naplog 1 niet gelijk aan 0 omdat {\displaystyle 10^{7}(\ln 10^{7}-\ln x)} maar {\displaystyle 0} wordt wanneer {\displaystyle x=10^{7}}. Dit was de reden waarom Napier niet erg tevreden kon zijn met de resultaten van het door hem uitgedachte systeem.

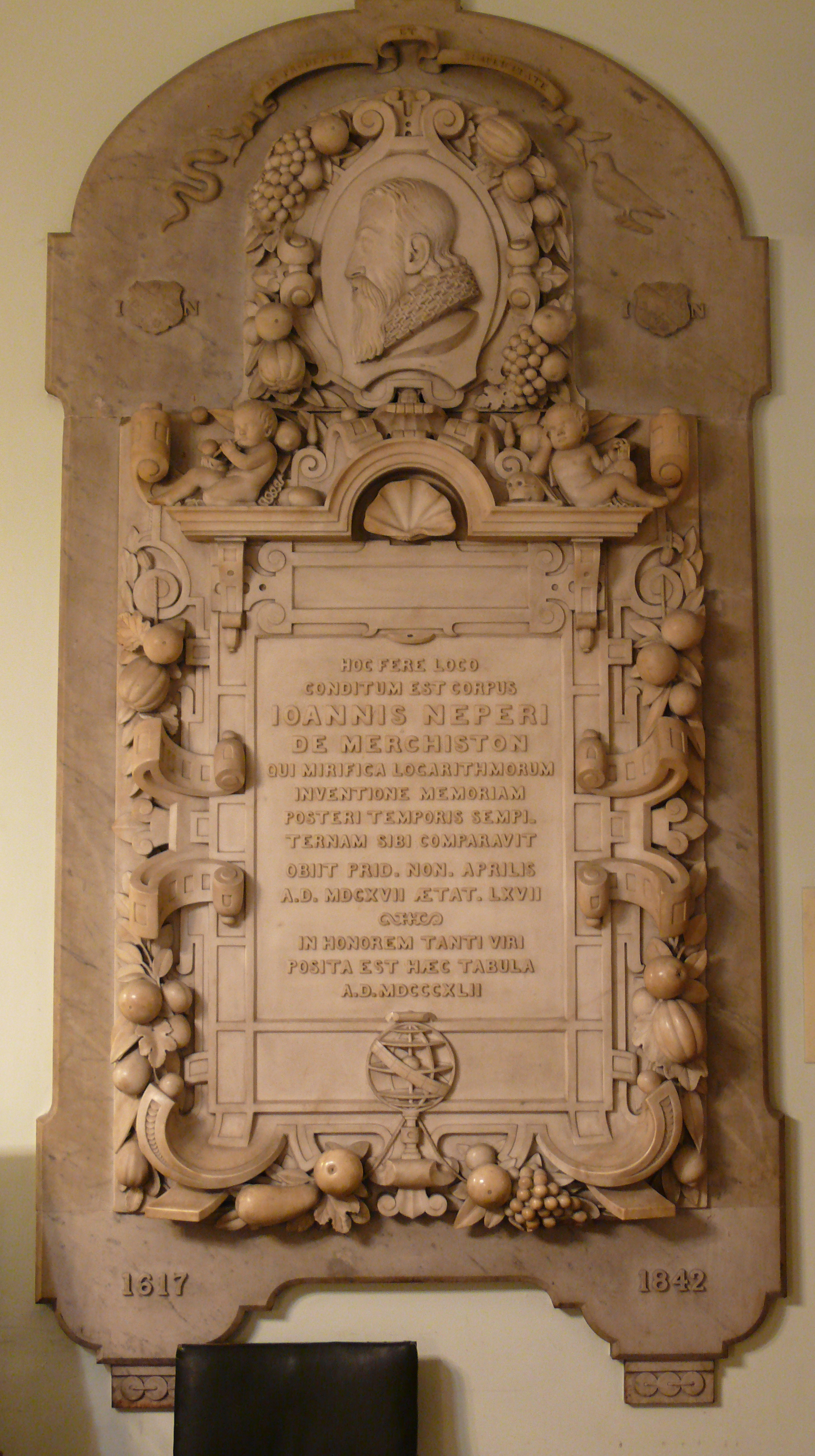
Gedenksteen voor Napier in St Cuthbert's Church, Edinburgh

Napier noemde de opeenvolgende exponenten van de machten in de reeks 'kunstmatige getallen' maar benoemde ze later met de samenstelling van twee Griekse woorden; logos (rede) en arithmos (getal).
Men mag de natuurlijke logaritmen (logaritmen met als grondtal het getal e), die nu verkeerdelijk de neperiaanse logaritmen worden genoemd niet verwarren met de logaritmen van Napier.
Het was zijn bewonderaar Henry Briggs, die hem tijdens een bezoek aan Edinburgh op deze fouten wees. Briggs stelde voor om een decimaal systeem op te bouwen, berustend op wat wij nu als {\displaystyle x=10^{y}} zouden schrijven. Dan wordt ook {\displaystyle \log _{10}1=0}. 
De methode om de logaritmetafels te berekenen werd uitgewerkt in een postuum werk Constructio dat in 1619 verscheen en waarin ook reeds systematisch gebruik werd gemaakt van de decimale punt.